# 사구체
토리(glomerulus) 또는 사구체(絲球體)는 보먼 주머니(Bowman's capsule) 안에 뭉쳐 있는 실타래 모양의 모세혈관으로, 신소체를 구성한다. 지름은 약 0.1~0.2mm의 크기이며 삼투압에 의해 혈장성분의 일부가 사구체에서 보우먼주머니로 밀려나감으로써 물질의 여과가 이루어진다. 이 때 분자량이 작은 무기염류, 아미노산, 포도당, 요소, 물 따위가 함께 여과되며, 한편 적혈구, 단백질, 지방 등과 같이 분자량이 큰 물질은 여과되지 못한다. 여과된 물질은 보우먼주머니와 연결된 세뇨관으로 이동한다.

## 같이 보기
- 네프론
- 세뇨관
- 보우먼주머니
- 신소체
- 신장
- 사구체 (신경해부학) (corpora quadrigemina)